# Вампаноаги

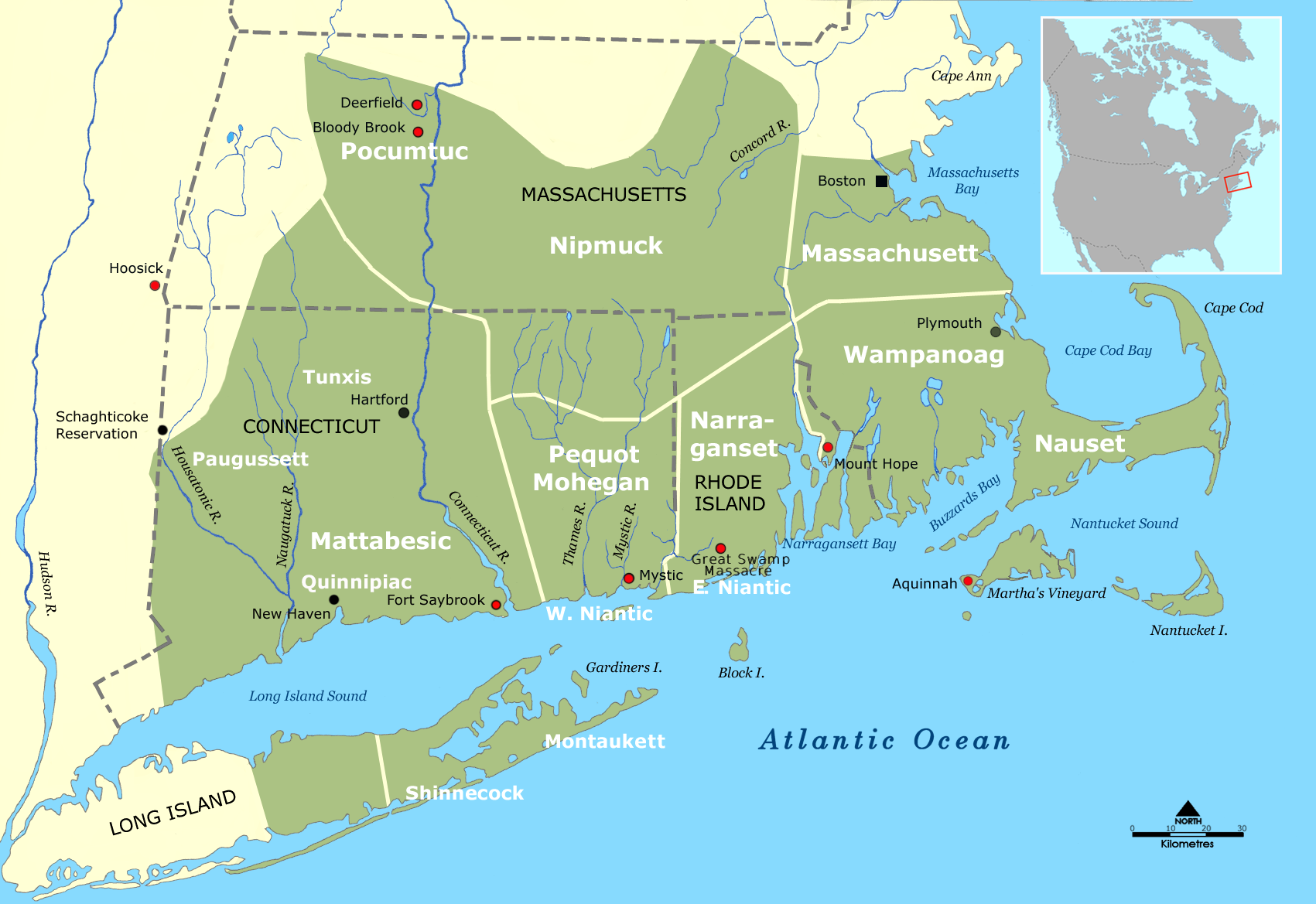
Территория расселения вампаноагов

Вампано́аги (англ. Wampanoag, произносится [wɑːmpəˈnoʊ.æɡ], самоназвание на массачусетском языке Wôpanâak) — индейский народ (конфедерация родственных по языку племён). В настоящее время состоит из 5 племён.

## Происхождение названия
Этноним вампаноаги (Wapanoos), впервые встречающийся на карте голландского мореплавателя Адриена Блока 1614 года, на алгонкинском наречии предположительно имеет значение «восточные», или «люди низины».

## История
Из источников известно, что ещё в 1600 году вампаноаги проживали на юго-востоке нынешних штатов Массачусетс и Род-Айленд, а также на территории, окружавшей современные Мартас-Винъярд, Нантакет и острова Элизабет. Их численность составляла около 12 тыс. чел. В 1615-1618 годах численность вампаноагов сократилась в несколько раз из-за эпидемии занесённой белыми колонистами оспы.
В 1620 году верховный вождь конфедерации вампаноагов Массасойт заключил союз с английскими пилигримами, прибывшими к побережью Массачусетса на борту «Мейфлауэра».
В 1675-1676 годах вампаноаги под предводительством вождя Метакомета, получившего прозвище Короля Филиппа, подняли одно из крупнейших в истории коренного населения США национально-освободительное восстание, названное «войной Короля Филиппа». Восстание Метакомета, к воинам которого присоединились абенаки, могикане, наррагансетты и пр., вызванное не только вытеснением индейцев с их земель, но и насильственной христианизацией, отличалось небывалым размахом и жестокостью, в частности, индейцами убит был каждый пятый белый поселенец. После гибели Метакомета, его семья и многие пленённые вампаноаги были проданы в рабство в Вест-Индию, их численность сократилась примерно на 40%.
По переписи 2010 года численность вампаноагов составила 2756 человек, однако только племя машпи насчитывало 3200 членов. Ранее они говорили на массачусетском языке алгонкинской семьи, в настоящее время полностью перешли на английский язык.

## Известные представители
- Массасойт (буквально «великий», подлинное имя неизвестно) — вождь, впервые встретивший отцов-пилигримов;
- Вамсутта — его старший сын, известный среди англичан как Король Александр, умерший при загадочных обстоятельствах после посещения английской колониальной администрации в Плимуте;
- Метаком или Метакомет («король Филип») — второй сын Массасойта, развязавший против белых поселенцев войну, известную как Война Короля Филипа в отместку за смерть своего брата от рук англичан;
- Уитаму из племени покассетов — женщина-вождь, поддержавшая восстание Метакома и утонувшая при переправе через реку Тонтон при бегстве от англичан;
- Авашонкс[англ.] из племени саконнетов — женщина-вождь, первоначально воевавшая за англичан, но затем перешедшая на сторону их противников;
- Аннаван[англ.] — военный предводитель;
- Тисквонтум, известный под искажённым именем Сквонто — индеец, научивший отцов-пилигримов выращивать местные сельскохозяйственные культуры.

## В художественной литературе
- Племя фигурирует в вымышленной вселенной Говарда Лавкрафта, в частности, в романе «Затаившийся у порога» (1937-1945), основное действие которого происходит на территории Массачусетса, отдельные его представители, вроде Квамиса, являются носителями тайных знаний, в том числе об Иных.